# De medicamine faciei
De medicamine faciei, auch bezeichnet mit dem Titel Medicamina faciei femineae, ist ein pharmakologisch-kosmetisches Lehrgedicht des römischen Dichters Publius Ovidius Naso. In seiner Ars amatoria verweist Ovid auf dieses kleine Buch. Es handelt sich also um ein frühes Werk. Nur der einleitende Teil und vier Rezepte haben sich erhalten.

## Inhalt
Das Lehrgedicht De medicamine faciei ist die früheste pharmazeutische Rezeptesammlung in lateinischer Sprache. Denn, möglicherweise bedingt durch die Zufälle der Texterhaltung, gibt es vor den Schriften des Aulus Cornelius Celsus nur die medizinischen Angaben in De agri cultura des älteren Cato. Die pharmazeutischen Ausführungen Catos enthalten aber keine exakten Mengenangaben und haben somit keinen Rezeptcharakter.
In den einleitenden 50 Zeilen würdigt Ovid Pflege und gutes Aussehen in allen Lebensbereichen und insbesondere bei jungen Frauen. Es finden sich zahlreiche inhaltliche und sprachliche Überschneidungen mit der Ars amatoria.
 Die folgenden vier Rezepte sind für eine klare, glänzende Haut, gegen Flecken der Gesichtshaut, zum Auftragen einer Schminkgrundlage und zum Entfernen der Schminke. Die verwendeten Wirkstoffe, u. a. cerussa (Bleiweiß), Iris Illyrica und alcyoneum nennen später Scribonius Largus und Plinius der Ältere, dabei dieser auch bei Hautschäden. Zur Galenik wird hauptsächlich Honig verwendet.

## Sprache und Überlieferung
Das Versmaß des Werkes ist das elegische Distichon. Durch gefällige Beschreibung der Zubereitung ist die trockene Aufzählung der Wirkstoffe aufgelockert. Allerdings sind die Rezepte deutlich weniger poetisch als bei Ovid sonst gewohnt.
      
Das Fragment hat sich in zahlreichen Handschriftensammlungen erhalten. Die älteste ist der Codex Laurentianus Marcianus 223 (M) aus dem 11. Jahrhundert. Es fand in keiner Weise dasselbe Interesse wie die anderen Schriften Ovids.

## Textausgabe und Übersetzung
- Publius Ovidius Naso: Medicamina faciei femineae. In: Ibis, Fragmente, Ovidiana. Herausgegeben, übersetzt und erläutert von Bruno W. Häuptli. Wissenschaftliche Buchgesellschaft, Darmstadt 1996.